# Mereczanka
Mereczanka (biał. Мяркіс, Miarkis; lit. Merkys; ros. Мяркис, Miarkis) – rzeka na Białorusi i Litwie, prawy dopływ Niemna. Ma 215 km długości, jej dorzecze zajmuje powierzchnię 4400 km², średni przepływ przy ujściu do Niemna wynosi 32,4 m³/s. 
Mereczanka wypływa z rejonu na wschód od Onżadowa, koło wsi Równiny, na Białorusi i płynie w kierunku zachodnim. W całym swym biegu ma charakter rzeki nizinnej. Jej koryto jest naturalne, kręte, ma progi, dolina wąska, płaskie zbocza obfitują w źródła. W zalesionej dolinie dominuje olszyna, która zmienia otwarte łąki w źródlane kępiaste bagienka. Od Jaszun, tj. od 132 km, była niegdyś spławna. Mereczanka ma kręte koryto, wąską zalesioną dolinę i liczne źródliska w dolinie. Występują też progi. Główne dopływy w rejonie solecznickim to Solcza oraz Wierża, Szpigujec, Szczybra i Mała Upiesia. W okresie lodowcowym Mereczanka była dopływem Narwi, ale późniejsze procesy geologiczne spowodowały zmiany w korycie Niemna. Geografowie wyróżniają Pradolinę Narwi i Mereczanki. W zlewni Mereczanki znajduje się 175 jezior.
W XX wieku, w okresie międzywojennym na odcinku od wsi Paakmenė (Podkamień, ob. gmina Jakėnai) – ujścia strugi Dobupis po okolice wsi Dubieniki (ob. gmina Marcinkańce) i Trasninkas (Trośniki, ob. gmina Merkinė) – ujście strugi Skrobilis rzeka stanowiła granicę polsko-litewską.